# Technik und Kultur
Technik und Kultur ist ein als Kulturenzyklopädie der Technik konzipiertes Sammelwerk in 10 Bänden und einem Registerband, das im Auftrag der Georg-Agricola-Gesellschaft von Armin Hermann und Wilhelm Dettmering herausgegeben im VDI Verlag zwischen 1989 und 1995 erschienen ist, wobei Charlotte Schönbeck die Gesamtredaktion hatte.

## Konzeption
Armin Hermann, der „eigentliche geistige Vater des Projekts“, befasste sich bei der Jahrestagung der Georg-Agricola-Gesellschaft in Stuttgart am 25. und 26. Oktober 1979 mit grundsätzlichen Überlegungen bezüglich eines neu zu planenden Technikmuseums in Baden-Württemberg und setzte sich mit Wandlungen in der Einstellung zur Technik auseinander. Sie „rühren daher, daß sich tiefgreifende Wandlungen in der Menschheitskultur vollziehen und daß die Technik ein Teil dieser Kultur ist.“
Bei einem Empfang des Vorstands der Georg-Agricola-Gesellschaft bei Bundespräsident Karl Carstens in der Villa Hammerschmidt führte Wilhelm Dettmering im November 1980 im Hinblick auf die geplante Kulturenzyklopädie aus: „Hier soll nicht beschrieben werden; es geht also nicht um Maschinen und Verfahren (wofür eine ganze Reihe es bereits ausgezeichneter Werke gibt, wie etwa Otto Lueger, Lexikon der gesamten Technik). Es ist der Georg-Agricola-Gesellschaft vielmehr darum zu tun, die Technik als Kulturleistung sichtbar zu machen [...]“.
Charlotte Schönbeck (1936–2019), die viele Jahre als Lehrbeauftragte für Geschichte der Physik und Technik an der Pädagogischen Hochschule Heidelberg tätig war, stellte 1982 das Anliegen der Kulturenzyklopädie der Technik als einen kulturhistorischen Ansatz zur Technikgeschichte vor.

„Für die uns interessierenden kulturhistorischen Fragen darf der Rahmen der Beziehungen der Technik nicht auf Naturwissenschaften, Wirtschaft, Soziologie und Politik beschränkt bleiben, sondern muss auf Philosophie, Kirche, Bildung und Kunst ausgedehnt werden und soll auch die wechselseitigen Einflüsse von Technik, Gesellschaft und Zivilisation mit umfassen. Gerade die Darstellungen technischer Gegenstände und Vorgänge in der Literatur, der Malerei und Bildhauerei geben wichtige Hinweise dafür, welche Rolle diese Dinge im Kulturleben einer Epoche spielten. Eine solche umfassende Bearbeitung des Phänomens Technik, die auf den Untersuchungen der Geschichte der Technik und der der Technikgeschichte aufbaut, wird man der Kulturgeschichte der Technik bezeichnen.“

Ursprünglich waren sieben Bände geplant:
- I. Technik und Philosophie, Technik und Religion
- II. Technik und Natur
- III. Technik und Wissenschaft
- IV. Technik und Bildung
- V. Technik und Kunst
- VI. Technik und Gesellschaft
- VII. Technik und Zivilisation

## Sammelwerk
Als 1989 ein erster Band erschien, wurde seitens der Georg-Agricola-Gesellschaft einleitend festgestellt, dass mit dem Gesamtwerk „in erster Linie eine Bestandsaufnahme der Forschung“ erstrebt und deshalb etwa zweihundert Autoren aus unterschiedlichen Fachbereichen nach ihrer Sachkompetenz ausgewählt wurden.
Das Gesamtwerk Technik und Kultur umfasst 10 Bände und einen Registerband:
- Band 1: Technik und Philosophie. Hrsg. von Friedrich Rapp. VDI-Verlag, Düsseldorf 1990 (Inhaltsverzeichnis. Online pdf d-nb.info)
- Band 2: Technik und Religion. Hrsg. von Ansgar Stöcklein und Mohammed Rassem. VDI-Verlag, Düsseldorf 1990 (Inhaltsverzeichnis. Online pdf d-nb.info)
- Band 3: Technik und Wissenschaft. Hrsg. von Armin Hermann und Charlotte Schönbeck. VDI-Verlag, Düsseldorf 1991. (Inhaltsverzeichnis. Online pdf d-nb.info)
- Band 4: Technik und Medizin. Hrsg. von Rolf Winau. VDI-Verlag, Düsseldorf 1993. (Inhaltsverzeichnis. Online pdf d-nb.info)
- Band 5: Technik und Bildung. Hrsg. von Laetitia Boehm und Charlotte Schönbeck. VDI-Verlag, Düsseldorf 1989. (Inhaltsverzeichnis. Online pdf d-nb.info)
- Band 6: Technik und Natur. Hrsg. von Werner Nachtigall und Charlotte Schönbeck. VDI-Verlag, Düsseldorf 1994. (Inhaltsverzeichnis. Online pdfd-nb.info)
- Band 7: Technik und Kunst. Hrsg. von Dietmar Guderian. VDI-Verlag, Düsseldorf 1994. (Inhaltsverzeichnis. Online pdf d-nb.info)
- Band 8: Technik und Wirtschaft. Hrsg. von Ulrich Wengenroth. VDI-Verlag, Düsseldorf 1994. (Inhaltsverzeichnis. Online pdf d-nb.info)
- Band 9: Technik und Staat. Hrsg. von Armin Hermann und Hans-Peter Sang. VDI-Verlag, Düsseldorf 1991. (Inhaltsverzeichnis. Online pdf d-nb.info)
- Band 10: Technik und Gesellschaft. Hrsg. von Helmuth Albrecht und Charlotte Schönbeck. VDI-Verlag, Düsseldorf 1994. (Inhaltsverzeichnis. Online pdf d-nb.info)
- Gesamtregister. Zusammengestellt und bearbeitet von Charlotte Schönbeck. VDI-Verlag, Düsseldorf 1995. (Inhaltsverzeichnis. Online pdf d-nb.info)

## Fazit
„Nach Abschluß des Gesamtwerkes wird deutlich, wie viele Fragen unbeantwortet bleiben mußten und wie viele Themen nicht einmal angerissen werden konnten. Die Diskussion über die Rolle der Technik von einem kulturhistorischen Ansatz aus ist ein guter Weg, um zu einer sachlich fundierten Orientierung zu kommen, aber die vorliegenden Bände sind nur ein erster Schritt, ein Anfang, der in viele Richtungen noch weitergeführt werden muß. Hierzu gehört zum
Beispiel die Ausweitung über den deutschsprachigen Raum hinaus.“